# Team Sunweb
Team Sunweb (SUN) är ett tyskt professionellt cykelstall. Stallet tillhör UCI World Tour.

## Historia
Stallet startade 2005 som Shimano-MemoryCorp. Stallets cyklister kom från det japanska stallet Shimano Racing och det nederländska stallet Bankgiroloterij. Under sitt första år tog deras cyklist Stefan Schumacher segrar i Ster Elektrotoer, Niedersachsen Rundfahrt och Rheinland-Pfalz Rundfahrt. Hidenori Nodera tog hem den japanska mästerskapstiteln i linjelopp.
Tidigare cyklisten från Bankgiroloterij, Rudi Kemna, blev sportdirektör för stallet inför säsongen 2006. Samtidigt valde Skil att börja sponsra stallet och de bytte namn till Skil-Shimano. Redan tidigare har Skil varit huvudsponsor till cykelstall. Det hände mellan 1984 och 1985 när de sponsrade det franska cykelstallet Skil-Sem. Ett lag som hade liknande kläder som Skil-Shimano har idag. Stefan Schumacher blev kontrakterad av Gerolsteiner. Stallets bästa resultat under året togs av Maarten Tjallingii, som vann Tour of Qinghai Lake och Belgien runt under året. Paul Martens vann Münsterland Giro, men också en etapp på Tour de Luxembourg. Aart Vierhouten tog hem segern i Profronde van Fryslân, plus en etapp på Ster Elektrotoer. Sebastian Langeveld tog hem segern i Grand Prix Pino Cerami och slutade tvåa i de nederländska nationsmästerskapen. Tjallingii slutade på elfte plats på Eneco Tour, medan Vierhouten slutade på 14:e plats i Paris-Roubaix.
Under säsongen 2007 slutade stallets cyklist Yukihiro Doi tvåa på Tour of Siam. Samma år slutade Aart Vierhouten tvåa på Nokere Koerse. De tog bara tre segrar i UCI Europe Tour det året. Maarten den Bakker och Aart Vierhouten slutade trea respektive femma i de nederländska nationsmästerskapens linjelopp. Piet Rooijakkers slutade femma i Dunkirks fyradagars och i Tour of Britain. Paul Martens slutade tvåa på Ster Elektrotoer, fyra på Tour du Luxembourg och femma i Rheinland-Pfalz Rundfahrt. Maarten Tjallingii tog hem andra platsen i Belgien runt, fjärde platsen i Tour of Denmark och sjunde platsen på Rund um den Henninger Turm och Tour of Britain. Kenny Van Hummel slutade på sjätte plats i Kuurne-Bryssel-Kuurne. I Japan tog Hidenori Nodera hem andra platsen i de japanska nationsmästerskapens linjelopp, men också i Japan Cup.
Skil-Shimano blev inbjudna att tävla i Flandern runt, Gent-Wevelgem, Paris-Roubaix och Amstel Gold Race under säsongen 2007. De körde också Eindhovens lagtempo, Vattenfall Cyclassics, Tyskland runt, Eneco Tour of Benelux och Paris-Tours. Maarten Den Bakker slutade på 28:e plats i Flandern runt. Piet Rooijakkers tog 16:e plats i Vattenfall Cyclassics, medan Paul Martens slutade på nionde plats i Eneco Tour.
Under säsongen 2008 tog Hidenori Nodera guldmedaljen i de japanska nationsmästerskapens linjelopp, medan hans landsman och stallkamrat, Fumiyuki Beppu, vann de Asiatiska mästerskapen. Yusuke Hatanaka vann etapp 7 av Jelajah Malaysia. I april vann Robert Wagner den nederländska tävlingen Ronde van Noord-Holland och i juni vann han etapp 1 av Delta Tour Zeeland. Sebastian Siedler vann etapp 1 av Tour de Picardie. Shinri Suzuki vann en etapp på Tour de Korea-Japan och en månad senare vann Skil-Shimano lagtempoloppet på Brixia Tour. Floris Goesinnen tog senare under säsongen en etappseger på Tour de l'Ain.
Skil-Shimano blev inbjudna till Paris-Nice 2008 och 2009 och de blev även inbjudna till Tour de France 2009, där de gjorde sin debut i Grand Tour-sammanhang.
I aprilmånad 2009 hade Kenny Van Hummel en bra månad då han vann Ronde van Overijssel, Profronde van Fryslân, Veenendaal–Veenendaal, Tour de Rijke och även etapp 1 av Dunkirks fyradagars. Under säsongen vann Kenny Van Hummel också Profronde van Zwolle. Robert Wagner vann etapp 1 av Delta Tour Zeeland, medan Koen De Kort vann den japanska tävlingen Shimano Road Race - Suzuka och Tom Veelers vann etapp 9 av Tour of Qinghai Lake.
I Vuelta a España 2011 vann Marcel Kittel lagets första etapp någonsin i en grand tour, genom att spurta hem den sjunde etappen. Två år senare kom lagets första etappseger i det franska etapploppet Tour de France när Kittel vann den öppnande etappen av loppet. Kittel vann ytterliga tre etapper under loppets gång.

## Laguppställning

### 2016
| Laguppställning 2016                                      | Laguppställning 2016 | Laguppställning 2016                  | Laguppställning 2016 |
| Namn                                                      | Födelsedatum         | Tidigare lag                          |                      |
| --------------------------------------------------------- | -------------------- | ------------------------------------- | -------------------- |
| Nikias Arndt                                              | 18 november 1991     | LKT Team Brandenburg (2012)           |                      |
| Warren Barguil                                            | 28 oktober 1991      | Club Cycliste d'Étupes (2012)         |                      |
| Ji Cheng                                                  | 15 juli 1987         | Purapharm (2006)                      |                      |
| Roy Curvers                                               | 27 december 1979     | Time-Van Hemert (2007)                |                      |
| Bert De Backer                                            | 2 april 1984         | Skil-Shimano (2008)                   |                      |
| Koen de Kort                                              | 8 september 1982     | Astana (2008)                         |                      |
| John Degenkolb                                            | 7 januari 1989       | HTC-Highroad (2011)                   |                      |
| Tom Dumoulin                                              | 11 november 1990     | Rabobank Continental (2011)           |                      |
| Caleb Fairly (1 jan–30 jun, not)                          | 19 februari 1987     | Garmin-Sharp (2014)                   |                      |
| Johannes Fröhlinger                                       | 9 juni 1985          | Team Milram (2010)                    |                      |
| Simon Geschke                                             | 13 mars 1986         | KED-Bianchi Berlin (2008)             |                      |
| Chad Haga                                                 | 26 augusti 1988      | Optum-Kelly Benefit Strategies (2013) |                      |
| Carter Jones (1 jan–30 jun, not)                          | 27 februari 1989     | Optum-Kelly Benefit Strategies (2014) |                      |
| Søren Kragh Andersen                                      | 10 augusti 1994      | Trefor-Blue Water (2015)              |                      |
| Fredrik Ludvigsson                                        | 28 april 1994        | Giant-Shimano Development (2014)      |                      |
| Tobias Ludvigsson                                         | 22 februari 1991     | CykelCity (2011)                      |                      |
| Sindre Lunke                                              | 17 april 1993        | Joker (2015)                          |                      |
| Sam Oomen                                                 | 15 augusti 1995      | Rabobank Development (2015)           |                      |
| Georg Preidler                                            | 17 juni 1990         | Team Type 1-Sanofi (2012)             |                      |
| Ramon Sinkeldam                                           | 9 februari 1989      | Rabobank Continental (2011)           |                      |
| Tom Stamsnijder                                           | 15 maj 1985          | Leopard-Trek (2011)                   |                      |
| Laurens ten Dam                                           | 13 november 1980     | LottoNL-Jumbo (2015)                  |                      |
| Albert Timmer                                             | 13 juni 1985         | Löwik Meubelen (2006)                 |                      |
| Lars van der Haar                                         | 23 juli 1991         | Giant-Shimano Development (2014)      |                      |
| Tom Veelers                                               | 14 september 1984    | Rabobank Continental (2007)           |                      |
| Zico Waeytens                                             | 29 september 1991    | Topsport Vlaanderen-Baloise (2014)    |                      |
| Max Walscheid                                             | 13 juni 1993         | Kuota-Lotto (2015)                    |                      |
| Jochem Hoekstra (1 aug–31 dec, trainee)                   | 21 oktober 1992      | Jo Piels (2015)                       |                      |
| Max Kanter (1 aug–31 dec, trainee)                        | 22 oktober 1997      | RSC Cottbus (2015)                    |                      |
| Martijn Tusveld (1 aug–31 dec, trainee)                   | 9 september 1993     | Rabobank Development (2016)           |                      |
|                                                           |                      |                                       |                      |
| Källor: ProCyclingStats Cycling Quotient Cycling Archives |                      |                                       |                      |

not: Caleb Fairly, end of sports career
not: Carter Jones, end of sports career

### Skil-Shimano 2010
| Namn             | Födelsedag | Nationalitet  | Stall 2008    |
| Robin Chaigneau  | 02.09.1988 | Nederländerna | Jo Piels      |
| Dominique Cornu  | 10.10.1985 | Belgien       | Quick Step    |
| Roy Curvers      | 27.12.1979 | Nederländerna |               |
| Bert De Backer   | 02.04.1984 | Belgien       |               |
| David Deroo      | 11.03.1985 | Frankrike     |               |
| Mitchell Docker  | 02.10.1986 | Australien    |               |
| Yukihiro Doi     | 18.09.1983 | Japan         |               |
| Han Feng         | 14.12.1985 | Kina          |               |
| Alexandre Geniez | 16.04.1988 | Frankrike     | Neo-pro       |
| Simon Geschke    | 13.03.1986 | Tyskland      |               |
| Floris Goesinnen | 30.10.1983 | Nederländerna |               |
| Steve Houanard   | 02.04.1986 | Frankrike     |               |
| Yann Huguet      | 02.05.1984 | Frankrike     | Agritubel     |
| Kenny van Hummel | 30.09.1982 | Nederländerna |               |
| Thierry Hupond   | 10.11.1984 | Frankrike     |               |
| Cheng Ji         | 24.10.1987 | Kina          |               |
| Koen de Kort     | 08.09.1982 | Nederländerna |               |
| Jin Long         | 24.10.1983 | Kina          |               |
| Piet Rooijakkers | 16.08.1980 | Nederländerna |               |
| Albert Timmer    | 13.06.1985 | Nederländerna |               |
| Tom Veelers      | 14.09.1984 | Nederländerna |               |
| Job Vissers      | 15.11.1984 | Nederländerna | Neo-pro       |
| Robert Wagner    | 17.04.1983 | Tyskland      |               |
| Frederik Wilmann | 17.07.1985 | Norge         | Joker Bianchi |

### Skil-Shimano 2009
| Namn             | Födelsedag | Nationalitet  | Stall 2008      |
| Fumiyuki Beppu   | 10.04.1983 | Japan         |                 |
| Ji Cheng         | 24.10.1987 | Kina          |                 |
| Roy Curvers      | 27.12.1979 | Nederländerna |                 |
| Bert de Backer   | 02.04.1984 | Belgien       | Nybörjare       |
| Koen de Kort     | 08.09.1982 | Nederländerna | Astana Team     |
| David Deroo      | 11.03.1985 | Frankrike     |                 |
| Mitchell Docker  | 02.10.1986 | Australien    | Drapac–Porsche  |
| Yukihiro Doi     | 18.09.1983 | Japan         |                 |
| Theo Eltink      | 27.11.1981 | Nederländerna | Rabobank        |
| Han Feng         | 27.11.1981 | Kina          | Nybörjare       |
| Simon Geschke    | 13.03.1986 | Tyskland      | Nybörjare       |
| Floris Goesinnen | 30.10.1983 | Nederländerna |                 |
| Jonathan Hivert  | 23.03.1985 | Frankrike     | Crédit Agricole |
| Steve Houanard   | 02.04.1986 | Frankrike     | Nybörjare       |
| Thierry Hupond   | 10.11.1984 | Frankrike     |                 |
| Cyril Lemoine    | 03.03.1983 | Frankrike     | Crédit Agricole |
| Jin Long         | 24.10.1983 | Kina          |                 |
| Piet Rooijakkers | 16.08.1980 | Nederländerna |                 |
| Albert Timmer    | 13.06.1985 | Nederländerna |                 |
| Kenny Van Hummel | 30.09.1982 | Nederländerna |                 |
| Tom Veelers      | 14.09.1984 | Nederländerna |                 |
| Robert Wagner    | 17.04.1983 | Tyskland      |                 |